# Mélèce II de Constantinople

Mélèce ou Meletios II de Constantinople (en grec : Μελέτιος Β΄) fut patriarche de Constantinople du 5 novembre 1768 au (probablement) 11 avril 1769.